# 解放报 (意大利)
《解放报》（意大利语：Liberazione）是意大利的一份已停止发行的左翼报纸，它是重建共产党的官方报纸。该报创刊于1991年。
2009年4月25日，一份名为《北极》的讽刺杂志成为该报的副刊。2011年，该报的日发行量约为11000份。2012年1月，该报停止发行纸质版，但仍保留电子版。2014年3月19日，该报的电子版也停止发行。